# Jan Rzymełka
Jan Antoni Rzymełka (Katowice, 7 de Junho de 1952) é um político da Polónia.
Ele foi eleito para a Sejm em 25 de Setembro de 2005 com 8878 votos em 31 no distrito de Katowice, candidato pelas listas do partido Platforma Obywatelska.
Foi também membro da PRL Sejm 1989-1991, Sejm 1991-1993, Sejm 1997-2001, and Sejm 2001-2005.